# Нерсесян Грачья Нерсесович
Грачья Нерсесовіч Нерсесян (вірм. Հրաչյա Ներսեսի Ներսիսյան; 1895 — 6 листопада 1961) — радянський, вірменський актор театру і кіно. Народний артист СРСР (1956).

## Біографія
Народився 12 (24) листопада 1895 року у місті Нікомедія (нині — Ізміт, Туреччина) в сім'ї ремісника.
Навчався у французькому і американському коледжах, у вірменському училищі в Константинополі.
З 1915 року почав брати участь в спектаклях вірменських драматичних труп і оперети в Туреччині. У 1918 році став актором Константинопольського вірменського драматичного товариства. Під час роботи творчість зазнала впливу мистецтва А. Антуана, О. М. Люнье-По, а також західноєвропейської трагедійної школи і одночасно віденської оперети.
У 1922 році з групою акторів (В. Папазян, М. Джанан та інші) переїхав до СРСР. Виступав в Батумі в «Залізній театрі».
З 1923 року — актор 1-го Державного театру Вірменії (нині Вірменський театр імені Г. М. Сундукяна) в Єревані.
Був схильний до гострої сценічної реакції, імпровізаційної легкості, величезним акторським чарівністю.
З 1920-х років знімався в кіно (починав в турецьких фільмах). Зарекомендував себе як майстер, що передає багатство внутрішнього світу своїх героїв за допомогою лаконічних зовнішніх виразних засобів.
Помер 6 листопада 1961 року в Єревані. Похований в пантеоні парку імені Комітаса.

## Вибрана фільмографія
- 1926 — «Заре»
- 1926 — «Намус»
- 1928 — «Хас-пуш»
- 1928 — «Будинок на вулкані»
- 1934 — «Гікор»
- 1935 — «Пепо»
- 1938 — «Зангезур»
- 1944 — «Давид Бек»
- 1950 — «Дівчина Араратської долини»
- 1956 — «Через честь»
- 1959 — «Про що шумить річка»
- 1960 — «Голоси нашого кварталу»
- 1961 — «Тжвжик»

## Звання та нагороди
- Заслужений артист Вірменської РСР (1932)
- Народний артист Вірменської РСР (1939)
- Народний артист СРСР (1956)
- Сталінська премія другого ступеня (1941) — за виконання ролі Акопяна у фільмі «Зангезур»
- Орден Леніна (1944) [1] — за виконання головної ролі у фільмі «Давид Бек»
- Орден «Знак Пошани» (1939)
- Медаль «За доблесну працю у Великій Вітчизняній війні 1941—1945»
- Всесоюзний кінофестиваль (Диплом, фільм «Серце співає», Москва, 1958).